# زوريكا ميتوف
زوريكا ميتوف مواليد 17 مارس 1987 في فرشاتس، جمهورية يوغوسلافيا الاشتراكية الاتحادية، هي لاعبة كرة سلة صربية. بدأت مسيرتها الاحترافية في سنة 2005. تلعب مع فرشاتس في الدوري الصربي لكرة السلة للسيدات كلاعب وسط. وتحمل الرقم 10. لعبت مع نادي ليبرتاس تروجيلوس لكرة السلة في الدوري الإيطالي لكرة السلة للسيدات.

## روابط خارجية
- زوريكا ميتوف على موقع الاتحاد الدولي لكرة السلة (الإنجليزية)
- زوريكا ميتوف على موقع كرة السلة الأوروبية.كوم (الإنجليزية)